# Transvaal Provincial Administration (immeuble)
L'immeuble de l'ancienne administration provinciale du Transvaal (Transvaal Provincial Administration ou TPA) est un ensemble immobilier de bureaux, composé de 6 bâtiments et situé sur Pretorius street à Pretoria, Afrique du Sud.
Construit de 1955 à 1963, inauguré en 1966, il est très largement inoccupé depuis 1994.

## Descriptif

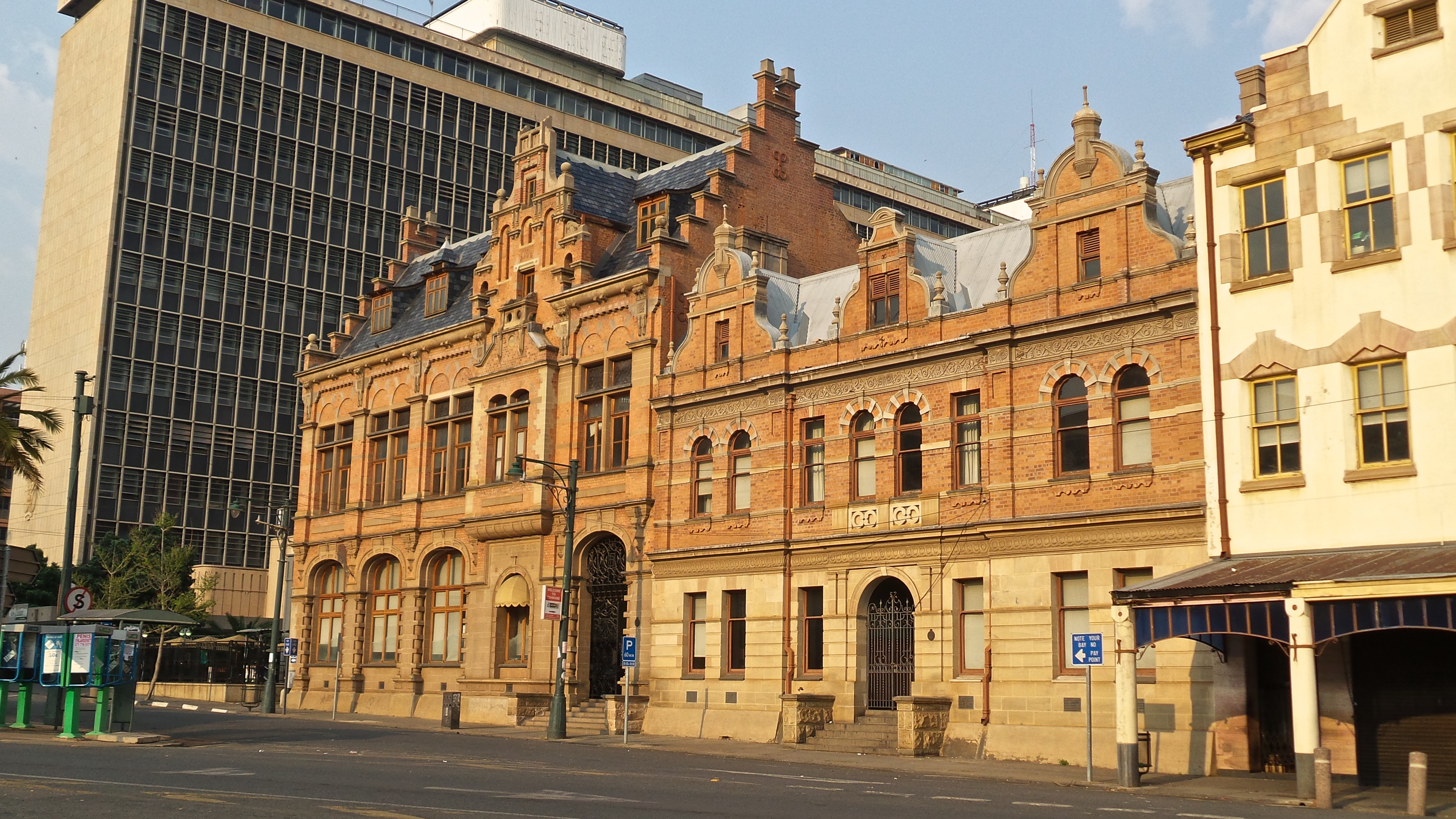
L'ex-banque néerlandaise et l'ex-chambre des lois avec en arrière-plan, l'immeuble de l'administration du Transvaal (bloc A)

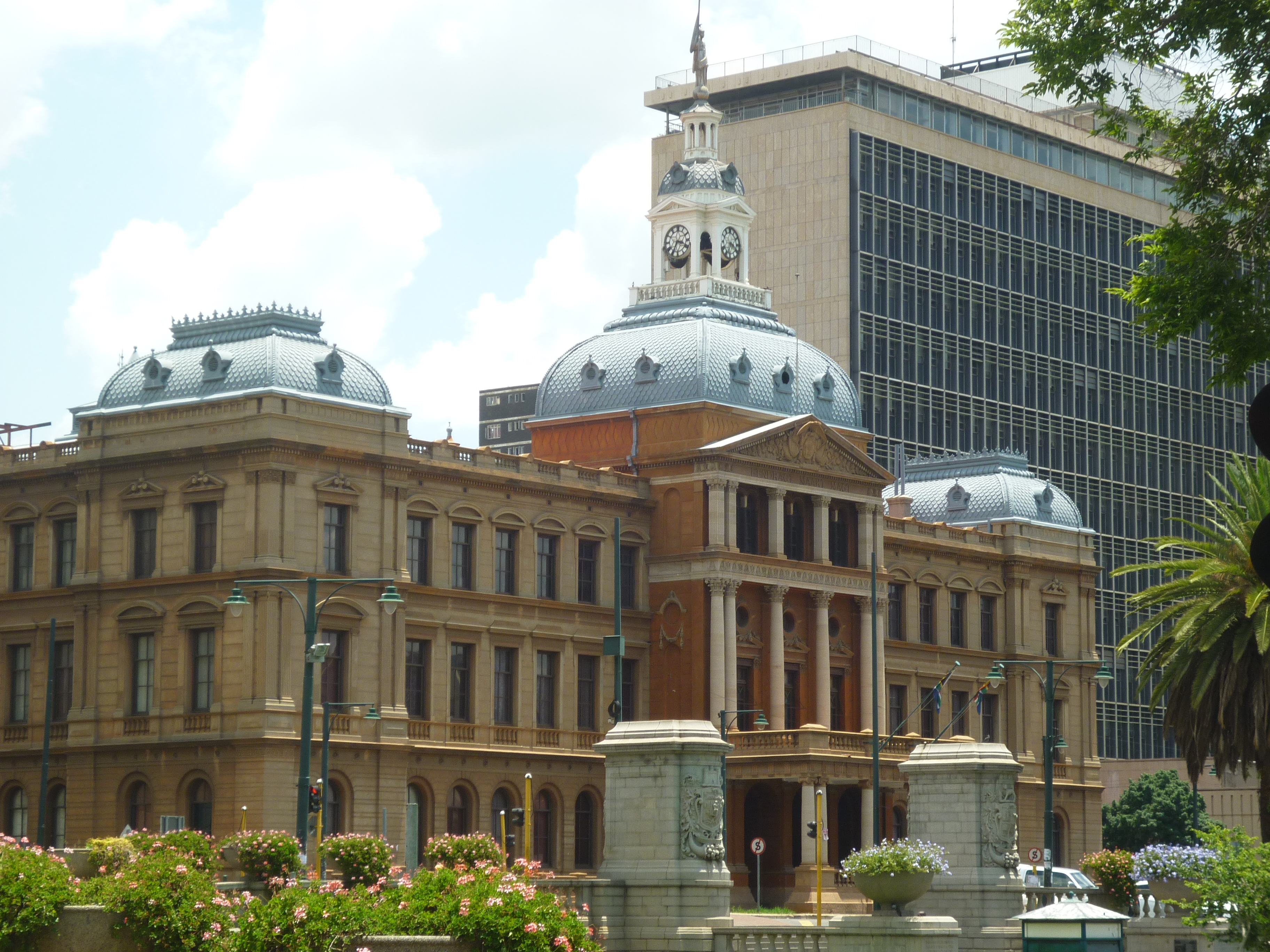
Le raadsaal avec en arrière-plan, l'immeuble de l'administration du Transvaal (bloc A)

L'ensemble immobilier de la TPA, en forme de L , commence au coin de Parliament lane et de la rue Pretorius, longe vers l'ouest la rue Pretorius puis perpendiculairement vers le nord la rue Bosman. Sa façade nord donne sur Church street (Public Work House). 
De style moderniste, l'ensemble immobilier se décompose en 6 blocs autonomes reliés entre eux par des corridors. S'il comporte 6 entrées, la grande entrée principale est située à l'angle des rues Pretorius et Bosman. Il comprend également un sous-sol à deux niveaux et des aires de stationnement pour 350 voitures. 
Le bloc A, sur Pretorius street, est le plus élevé et compte quatorze étages. Collé à ce bâtiment et donnant sur la rue Pretorius se trouve aussi le bloc A1 comprenant six étages. Les blocs B, C et D, situés derrière le bloc A en direction de church street, ont chacun neuf étages. Le bloc E, longeant directement la rue Bosman, est un petit immeuble rectangulaire de deux étages. 
La structure de la TPA se compose de dalles de sol en béton armé avec des colonnes espacées de 1,5 m. Toutes les surfaces vitrées des côtés nord et sud sont constituées de murs-rideaux en aluminium.
L'intérieur du bâtiment comprend plusieurs mosaïques murales réalisées par Alexis Preller (Discovery au 8ème étage du bloc A), Walter Battiss (Transvaal sanctuary au 2ème étage du Bloc A), Cecily Sash (Seekoeivlei, 13ème étage du bloc A), Jeanne Kotze (Sun and Sapphire, au 13ème étage du bloc A), Armando Baldinelli (Bantu Africa au rez-de-chaussée du bloc A) et Ernst de Jong (Day and Night au rez-de-chaussée du bloc D). Plusieurs sculptures y sont disposées réalisées par Coert Steynberg (The Glastoring à l'extérieur à l'angle de Pretorius et Parliament, Our hope), Moses Kotter (Striving à l'extérieur à l'angle de Bosman et Pretorius str). 

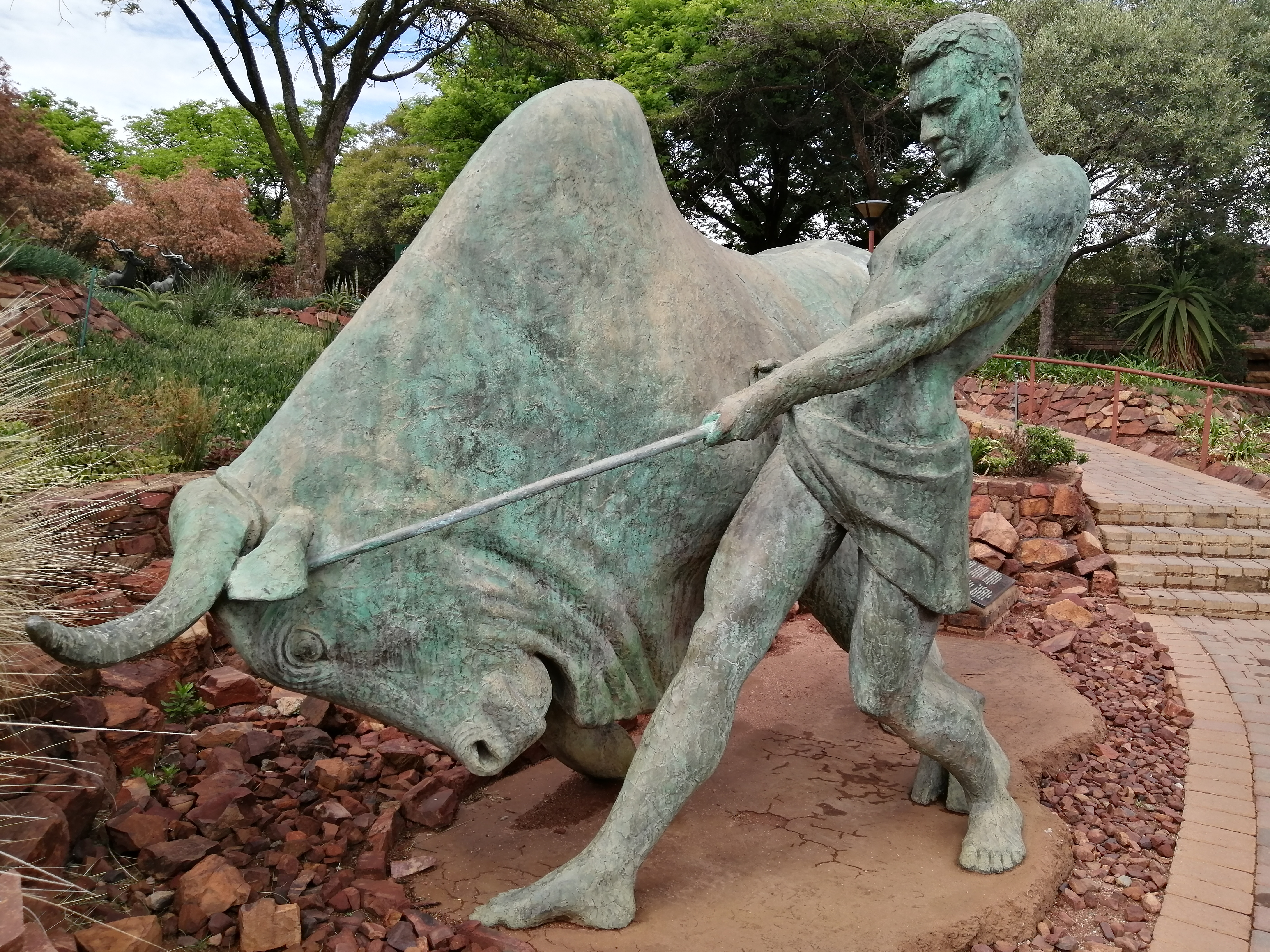
Statue de la liberté apprivoisée, réalisée par Hennie Potgieter et exposée depuis 2008 au Voortrekker Monument

La statue de la liberté apprivoisée, réalisée par Hennie Potgieter, a été cependant retirée au début des années 80 et installée en 2008 au Voortrekker Monument. Le buste du président Charles Swart, réalisé par Johanna Wassenaar et situé dans l'entrée du bâtiment côté parliament lane, a également été retiré (ne demeure que le socle).
Au 11ème étage, contrastant avec le modernisme de l'immeuble et à ses cloisons intérieures en bois lamellé-collé et modulables, trois salles (old Pretoria chambers) ont été aménagées avec des décors intérieurs du début du 20ème siècle issus de la villa de W.E. Hollard (construite en 1895 sur Jacob Maré street et démolie en 1955), notamment des lambris, des panneaux muraux sculptées, des verreries ou des portes comprenant des vitraux représentant Paul Kruger et d'autres présidents du Transvaal.

## Historique
Depuis 1910, l'ancien Raadsaal était utilisé pour abriter une partie des services de l'administration de la province du Transvaal. La construction d'un bâtiment recevant tous les services administratifs fut décidée dès le début des années 50. L'ensemble immobilier est édifié sur plusieurs parcelles, notamment sur celle où était situé l'ancien tribunal de première instance de Pretoria, au coin de Bosman et Pretorius street. Les premiers travaux d'excavation commencent en 1955 puis la première pierre angulaire est déposée en mai 1961 en présence de Fox Odendaal, l'administrateur du Transvaal et d'Hendrik Verwoerd, le premier ministre. Le bâtiment est inauguré par le président Charles Swart en 1963.
L'ensemble immobilier a été conçu par Meiring & Naudé en association avec Moerdyk & Watson et érigé pour un coût d'environ treize millions de rands. À son inauguration, il s'agit du plus haut immeuble de bureaux de Pretoria. Il abrite alors également une collection d'œuvres d'art de certains des artistes les plus connus d'Afrique du Sud, principalement des peintures murales situées dans les huit salles les plus spacieuses, ainsi que des sculptures (notamment des premiers ministres sud-africains).
Depuis la suppression de la province du Transvaal en 1994, les bâtiments ont été désertés et sont inoccupés à l'exception du bloc situé sur Church street (158 WF Nkomo Street) abritant des services des travaux publics (CGO Building).